# Lignerolles (Allier)
Pour les articles homonymes, voir Lignerolles.
Lignerolles est une commune française, située dans le département de l'Allier en région Auvergne-Rhône-Alpes.

## Géographie
Ses communes limitrophes sont :
| Prémilhat       |                 | Lavault-Sainte-Anne |
|                 | Lignerolles     | Villebret           |
| Teillet-Argenty | Sainte-Thérence | Saint-Genest        |

### Climat
Pour des articles plus généraux, voir Climat d'Auvergne-Rhône-Alpes et Climat de l'Allier.
En 2010, le climat de la commune est de type climat océanique dégradé des plaines du Centre et du Nord, selon une étude du CNRS s'appuyant sur une série de données couvrant la période 1971-2000. En 2020, Météo-France publie une typologie des climats de la France métropolitaine dans laquelle la commune est exposée à un climat de montagne ou de marges de montagne et est dans la région climatique Ouest et nord-ouest du Massif Central, caractérisée par une pluviométrie annuelle de 900 à 1 500 mm, maximale en automne et en hiver.
Pour la période 1971-2000, la température annuelle moyenne est de 10,7 °C, avec une amplitude thermique annuelle de 15,5 °C. Le cumul annuel moyen de précipitations est de 800 mm, avec 10,9 jours de précipitations en janvier et 7 jours en juillet. Pour la période 1991-2020, la température moyenne annuelle observée sur la station météorologique de Météo-France la plus proche, sur la commune de Montluçon à 7 km à vol d'oiseau, est de 12,0 °C et le cumul annuel moyen de précipitations est de 637,1 mm,. Pour l'avenir, les paramètres climatiques de la commune estimés pour 2050 selon différents scénarios d'émission de gaz à effet de serre sont consultables sur un site dédié publié par Météo-France en novembre 2022.

## Urbanisme

### Typologie
Au 1er janvier 2024, Lignerolles est catégorisée commune rurale à habitat dispersé, selon la nouvelle grille communale de densité à 7 niveaux définie par l'Insee en 2022.
Elle est située hors unité urbaine. Par ailleurs la commune fait partie de l'aire d'attraction de Montluçon, dont elle est une commune de la couronne,. Cette aire, qui regroupe 58 communes, est catégorisée dans les aires de 50 000 à moins de 200 000 habitants,.

### Occupation des sols

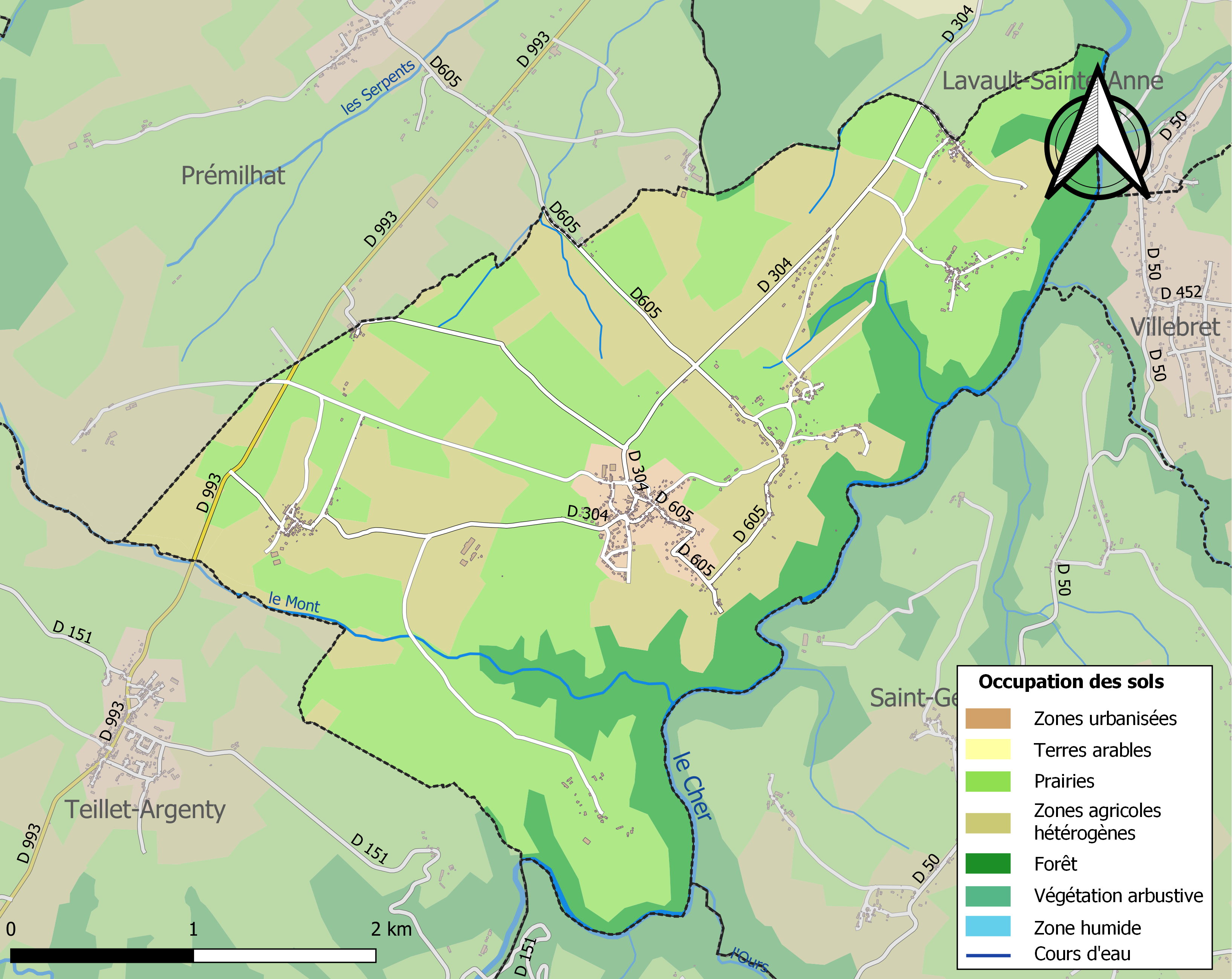
Carte des infrastructures et de l'occupation des sols de la commune en 2018 (CLC).

L'occupation des sols de la commune, telle qu'elle ressort de la base de données européenne d’occupation biophysique des sols Corine Land Cover (CLC), est marquée par l'importance des territoires agricoles (80,6 % en 2018), une proportion sensiblement équivalente à celle de 1990 (80,8 %). La répartition détaillée en 2018 est la suivante : prairies (45,1 %), zones agricoles hétérogènes (35,5 %), forêts (16,3 %), zones urbanisées (3,1 %).
L'IGN met par ailleurs à disposition un outil en ligne permettant de comparer l’évolution dans le temps de l’occupation des sols de la commune (ou de territoires à des échelles différentes). Plusieurs époques sont accessibles sous forme de cartes ou photos aériennes : la carte de Cassini (XVIIIe siècle), la carte d'état-major (1820-1866) et la période actuelle (1950 à aujourd'hui).

## Toponymie
Lignerolles est une francisation du bourbonnais Linharoles, dialecte qui est traditionnellement parlé dans la région de Montluçon. La commune fait, en effet, partie du Croissant, zone où se rejoignent et se mélangent la langue d'oïl et la langue d'oc.
Ce terme existe en tant en langue d'oïl qu'en langue d'oc (linharolas) désigne une plantation de lin de la même manière que Lignerolles existe en ancien français où il désigne la même chose (homonymie avec  Lignerolles (Eure), Lignerolles (Côte-d'Or), Lignerolles (Indre) et Lignerolles (Orne), etc).

## Politique et administration
| Période                                  | Période                   | Identité         | Étiquette      | Qualité |
| ---------------------------------------- | ------------------------- | ---------------- | -------------- | --- |
| Les données manquantes sont à compléter. |                           |                  |                | |
| juin 1995                                | mars 2014                 | Mireille Schurch | Apparentée PCF | Professeur de physique Conseillère générale du canton de Montluçon-Sud (2004-2008) Suppléante du député Pierre Goldberg (2002-2007) Sénatrice (2008-2014) |
| mars 2014                                | En cours (au 5 juin 2020) | Thierry Penthier | DVG            | Salarié du secteur médical |

## Population et société

### Démographie
Les habitants de la commune sont appelés les Lignerollais et les Lignerollaises.

L'évolution du nombre d'habitants est connue à travers les recensements de la population effectués dans la commune depuis 1793. Pour les communes de moins de 10 000 habitants, une enquête de recensement portant sur toute la population est réalisée tous les cinq ans, les populations de référence des années intermédiaires étant quant à elles estimées par interpolation ou extrapolation. Pour la commune, le premier recensement exhaustif entrant dans le cadre du nouveau dispositif a été réalisé en 2006.

En 2022, la commune comptait 758 habitants, en évolution de +1,34 % par rapport à 2016 (Allier : −1,38 %, France hors Mayotte : +2,11 %).
| 1793 | 1800 | 1806 | 1821 | 1831 | 1836 | 1841 | 1846 | 1851 |
| ---- | ---- | ---- | ---- | ---- | ---- | ---- | ---- | ---- |
| 650  | 511  | 563  | 665  | 751  | 764  | 721  | 694  | 704  |

| 1856 | 1861 | 1866 | 1872 | 1876 | 1881 | 1886 | 1891 | 1896 |
| ---- | ---- | ---- | ---- | ---- | ---- | ---- | ---- | ---- |
| 702  | 700  | 695  | 706  | 682  | 729  | 717  | 751  | 786  |

| 1901 | 1906 | 1911 | 1921 | 1926 | 1931 | 1936 | 1946 | 1954 |
| ---- | ---- | ---- | ---- | ---- | ---- | ---- | ---- | ---- |
| 679  | 638  | 616  | 518  | 506  | 436  | 458  | 478  | 488  |

| 1962 | 1968 | 1975 | 1982 | 1990 | 1999 | 2006 | 2011 | 2016 |
| ---- | ---- | ---- | ---- | ---- | ---- | ---- | ---- | ---- |
| 458  | 435  | 443  | 473  | 579  | 566  | 622  | 732  | 748  |

| 2021 | 2022 | - | - | - | - | - | - | - |
| ---- | ---- | - | - | - | - | - | - | - |
| 751  | 758  | - | - | - | - | - | - | - |

## Culture locale et patrimoine

### Lieux et monuments
- Église Saint-Martin du XIXe siècle, de style néo-gothique.
- Lavoir, récemment remis en eau, au village du Petit Cougour.
- Lavoir du Mont.
- Rochers dans les gorges du Cher (Rocher du Lion).
- Moulin Mercier. Il existe un projet de réhabilitation du moulin.

### Personnalités liées à la commune
- Mireille Schurch, première femme élue au Sénat dans le département de l'Allier, y est née en 1949.

### Héraldique
|  | Les armes de la commune se blasonnent ainsi : De sinople au dextrochère contourné alésé armé d’un épée en barre, le tout d’or, portant un écusson d’azur semé de fleurs de lys d’or au bâton de gueules brochant, au chef ondé d’argent chargé de trois roues de moulin de gueules. |